# Développement letton
Développement letton (en letton : Latvijas attīstībai, LA) est un parti politique letton, de type libéral classique pro-européen, créé en 2013. Il fait partie de la coalition Développement/Pour ! entre 2018 et 2022.

## Historique
Le parti est fondé le 15 décembre 2013 par Einars Repše, Premier ministre de 2002 à 2004, qui est le premier dirigeant du parti. Le 29 novembre 2014, Juris Pūce est élu pour lui succéder
Lors des élections européennes de 2014, le parti n'obtient que 2,1 %  des voix et aucun élu.	
Lors des élections législatives de 2018, le parti se présente au sein de la coalition Développement/Pour ! et obtient six sièges de députés.
Le parti détient un siège de député européen depuis les élections de 2019, occupé par Ivars Ijabs.
Aux élections législatives de 2022, la coalition Développement/Pour ! essuie un échec et est dissoute peu après. 